# Київська школа поезії
Київська школа поезії — літературне угруповання українських поетів покоління після шістдесятників, що виникло у Києві наприкінці 1960-тих, на початку 1970-тих.

## Учасники
До угруповання входили Василь Голобородько, Віктор Кордун, Василь Рубан, Микола Воробйов, Михайло Саченко, Валентина Отрощенко, Надія Кир'ян, Михайло Григорів, Іван Семененко, Станіслав Вишенський та Валерій Ілля.
Назва групи виникла 1969 року і походить від того, що її членами були студенти філологічного та філософського факультетів Київського університету.
Радянська влада з підозрою ставилася до цього, як загалом до будь-якого україномовного неформального об'єднання, тож невдовзі з університету було виключено Василя Рубана, Віктора Кордуна, Михайла Саченка, Надію Кир'ян, Миколу Воробйова. Василя Голобородька було виключено з Луганського педінституту.
Василь Голобородько, Микола Воробйов, Віктор Кордун та Михайло Григорів 1997 року відділилися від групи й інколи саме цих 4 поетів називають представниками Київської школи.
Для поезії Київської школи характерна модерністська естетика на відміну від домінантного на той час соцреалізму в СРСР.

## Творчі принципи
- Повернення до найпервісніших елементів і структур української міфологічної свідомості
- Трансформація давнього міфологічного мислення в образах сучасної поезії
- Повернення до лексичних першоджерел, розвинення їх до поетичних символів
- Зосередження уваги на темах «природа», «людина», «всесвіт»
- Органічність творення без оцінок власних почуттів та почуттів інших
- Деяка недомовленість, що передбачає співтворчість читача
- Відсутність дискурсивної мови
- Пошук і відродження давньої поетичної традиції, що існувала до привнесення в Україну силабо-тонічної системи римованого віршування. Розвиток українського вільного вірша. Верлібр як принцип поетичного творення.[2]

## Антології
- Поети «витісненого покоління». Антологія / Упоряд. текстів та передмова І. М. Андрусяка. — Харків: Ранок, 2009. — 256 с. (представлено 9 поетів, більшість яких — представники «Київської школи», у передмові І. Андрусяк пропонує ширший термін «витіснене покоління»).